# 越前屋俵太
越前屋 俵太（えちぜんや ひょうた、本名、谷 雅德（たに まさのり）1961年〈昭和36年〉12月29日 - ）は、日本のコメディアン、書家。血液型はO型。所属事務所はアルファ・ウェイブ。書家としての号は俵 越山（たわら えつざん）。

## 略歴
京都府京都市生まれ、京都府城陽市育ち。大谷高校卒業。関西大学社会学部社会学科マスコミュニケーション学専攻除籍。関西大学在学中、テレビ番組やラジオ番組の企画会社でアルバイトをしており、テレビ大阪の番組『HIP』などにスタッフとして関わる。その際に自身が番組に出演することになり、落語の「寿限無」に出てくるような長い芸名を考えたが、ディレクターに却下された。次に考えた芸名が、「越前屋俵太」だった。売れようとする気は全くなかったため、あえて画数の多い覚えられにくい名前にした。テレビ番組を企画・プロデュースする時や会社経営者としては、本名を使用している。
1981年、『笑ってる場合ですよ!』（フジテレビ）のコーナー『お笑い君こそスターだ!』に出演して5週勝ち抜き、これがきっかけで太田プロダクションや吉本興業などからスカウトされたがこれらを断り、フリーで活動を開始する。そしてこれをきっかけに全国区デビューを果たした。その後も『オールナイトニッポン』（ニッポン放送）や『OH!たけし』（日本テレビ）、『日立 世界・ふしぎ発見!』（TBS）などに出演し、近畿地方では『TV-JACK』（企画立案にも携わる）や上岡龍太郎局長時代の『探偵!ナイトスクープ』（いずれも朝日放送）に出演した。特にナイトスクープには初代探偵として出演し、視聴率調査、抽象的なテーマについて市井の人々から強烈な個性のある意見を引き出す「調べてください」シリーズなどを担当した。
1993年に有限会社「越前屋電視社」を設立し、番組の企画・プロデュースを手掛けるようにもなった。同社企画協力および自身出演のローカル番組『俵太の達者でござる』（福井テレビ）が、1994年日本民間放送連盟賞のテレビ娯楽部門で最優秀賞を受賞した。1999年には監督・北野武からの推薦を得て、映画『THE HEARTMAN』（島田洋七主演）の監督も務めている。
その後もサイコロやなすび、あるいは動物の被り物をしながら、独特の世界観を発揮した『バスDEコロコロ』や『BeeBee's Family』（いずれも関西テレビ）、『京都コンチキチン』（KBS京都テレビ）などに出演した。さらに、番組で榊莫山宅を取材した際に彼の作品などに感銘を受けたことから、1996年頃からは俵越山を名乗っての決まりに縛られない自由な書道を始め、職人を訪ねて即興で文字を書くパフォーマンスなどを行う。また、一時期桜島ポーランド（さくらじまポーランド）という名で写真家としても活動をしており、タイへ写真撮影の旅をするという番組企画『越前屋俵太のGO!GO!タイランド』（朝日放送）に参加した。
2003年から芸能活動を休止。2005年春頃に引退を示唆する挨拶状を親しい関係者に送ったと言われ、『誠のサイキック青年団』（ABCラジオ）でパーソナリティの北野誠が「俵太は芸能界を引退した」とコメントし、マスコミ各方面で「俵太引退か？」と報道された。ただし、同番組において7月に「俵太さんとパーティーでばったり会った人の話」として、引退しているつもりはないが、引退と言われることを楽しんでいるらしいと伝えられた。以後、書家としての活動に軸足を移し、福祉施設に書の作品を寄贈するなどの活動を行っている。また、城陽市立図書館の協力を得て、小中学生向けに「書きたいように書く」ことで感性を伸ばす講座を2008年より開講した。
2006年より仁愛大学非常勤講師として、人間学部コミュニケーション学科のパーソナル・コミュニケーション論を担当している。
2008年1月、『嗚呼!越山先生』（関西テレビ☆京都チャンネル）に書家・俵越山として出演した。この番組は、2009年4月30日の京都チャンネルの閉局をもって終了したが、『嗚呼!越山先生』の番組アーカイブは2009年6月から動画配信サイト「関西テレビ おんでま」で有料配信されている。2009年10月19日、同日19:00から生放送の『ふくい浪漫 い〜ざぁええDay スペシャル』（福井テレビ）にゲスト出演した。その後、その前身番組で彼が長年出演し続けていた『俵太の達者でござる』が同局で再放送された。
2016年10月22日、大阪市で開催された「道頓堀リバーフェスティバル」に俵越山として出演し、舞台後の取材では「越前屋俵太」としての活動を復活させる意向もあることを示したという。
12月4日、DDTプロレスリングの高木三四郎の強い希望により大阪府立体育会館第一競技場大会にてオープニングアクトに出演。さらにはアイアンマンヘビーメタル級王座の1207代王者にもなる。
2017年1月9日より「武田和歌子のぴたっと。」の月曜新レギュラーとして出演。初回出演後の取材で、引退ではなく休止であったと述べている。
2017年は書家としての活動を続けているほか、関西大学総合情報学部の客員教授を兼任している。オフィシャルウェブサイトにおいては俵越山の名前のみが記載されており、長らく越前屋俵太としての活動は事実上休止状態となっていた。オフィシャルウェブサイトに掲載されていた2010年7月執筆の文章の中では、タレント活動をしていた頃を「越前屋俵太時代」と記していた。

## 出演

### テレビ番組
- 笑ってる場合ですよ! （フジテレビ）
- オレたちひょうきん族（フジテレビ）
- TV-JACK （朝日放送）
- オジャマンないと! （名古屋テレビ）
- OH!たけし（日本テレビ）：「俵太の、みーんなおともだち!」のコーナーを担当。
- TV海賊チャンネル （日本テレビ）
- 紳助・ 俵太のここ一番（TBS）
- やる気マンマン日曜日（MBS）
- 探偵!ナイトスクープ（朝日放送）
- ラジオDEごめん（中京テレビ）：月曜日を担当。
- モーレツ!科学教室（関西テレビ）：実験・アニメーション構成・プロデューサーも担当。プロデューサーは「谷雅徳」名義、制作総指揮は「越前屋俵太」名義。
- GLOBAL HEAD LINE （関西テレビ）
- BeeBee's Family （関西テレビ）
- 巨泉の使えない英語（朝日放送）
- キューティクルハニー（サンテレビ）
- 情報スペースJ （TBS）：「越前屋経済研究所」のコーナーを担当。
- 俵太の達者でござる（福井テレビ）
- スーパーサッカー（TBS）：「越前屋俵太のサッカー向上委員会」のコーナーを担当。
- 知ってドーするの!? （テレビ東京）：「チェイスマン」のコーナーを担当。
- バスDEコロコロ（関西テレビ）
- 神出鬼没!タケシムケン（テレビ朝日）：「すこやか日本列島笑顔でこんにちは」のコーナーを担当。
- 昼あがり!どまんなか（関西テレビ）：「越前屋俵太のお見事!日本」のコーナーを担当。
- 日立 世界・ふしぎ発見! （TBS）
- 京都コンチキチン（KBS京都テレビ）
- 香港・ひと月住んで 越前屋俵太返還直前報告（関西テレビ・テレビマンユニオン共同制作フジテレビ系）：返還直前の香港からの現地レポート特番。
- 京都!ちゃちゃちゃっ（KBS京都テレビ）：俵越山として出演し、「俵越山の一書一会」のコーナーを担当。自身の個展も紹介。
- 千の感謝（関西テレビ☆京都チャンネル）
- 嗚呼!越山先生（関西テレビ☆京都チャンネル、KBS京都テレビ）
- 越前屋俵太のGO!GO!タイランド（朝日放送）
- 越前屋俵太30周年特別企画 俵越山ニューヨークへ行く!（関西テレビ）
- キャスト（朝日放送）：隔週金曜日コメンテーター。「越前屋変人類研究所」のコーナーも担当。

### ラジオ番組
- 越前屋俵太のオールナイトニッポン（ニッポン放送）：火曜2部を担当。
- 激突!あごはずしショー（ニッポン放送）：司会担当。当時落語家だった伊集院光が素人として出演した。
- ABCラジオパラダイス（ABCラジオ）：金曜日を部分的に担当。
- 真夜中のトレーニングパンツ（ABCラジオ）
- 武田和歌子のぴたっと。（ABCラジオ、2017年1月 - ）：月曜レギュラー
- ハイヤングKYOTO （KBSラジオ）：第1期の金曜日を担当。

### 映画
- かわいいひと （1998年） ※ビデオ題「ポッキー坂恋物語 かわいいひと」

### CM
- ケンミン食品 ケンミン焼きビーフン
- タバコのポイ捨て禁止（大阪市広報）：自ら企画・構成を手掛け、カンヌ国際広告祭公共広告部門で日本人初の金賞を受賞した。
- 新進：「しんしん」ブランド食品・漬物
- メディカルヘアー
- 和歌山有田みかん
- ダイハツ工業 シャレード・ソシアル
- 盛田 ハイピース 越前茶（1996年頃）
- リクルート 住宅情報東海版（1999年）

### ビデオ
- 越前屋俵太傑作集
- モーレツ!科学教室
- 俵太の生き物バンザイ!
- 俵太のアニマルファミリースペシャル
- 俵太の達者でござる
- 越前屋俵太の海外特派員
- 俵太の万国ドタバタ特派員

以上、越前屋電視社
- 満流鮎釣入門 村田満、越前屋俵太のとことん行け!! 1・2・3